# Richared Delicious (manzana)
Richared Delicious es el nombre de una variedad cultivar de manzano (Malus domestica). 
Un desporte de 'Red Delicious', y originaria de EE. UU. Descrito por primera vez en 1915. Las frutas tienen una pulpa de textura muy firme, muy dulce, jugosa y de sabor aromático. Tolera la zona de rusticidad delimitada por el departamento USDA, de nivel 5.

## Historia
'Richared Delicious' es una variedad de manzana, desporte de color rojo más intenso que 'Delicious'. Descubierto alrededor de 1915 por JL Richardson, en Monitor, Washington, EE. UU. Introducido en los circuitos comerciales en 1927 y registrado como marca comercial TM por "C & O Nursery Company".
'Richared Delicious' está cultivada en diversos bancos de germoplasma de cultivos vivos tales como en National Fruit Collection (Colección Nacional de Fruta) de Reino Unido con el número de accesión: 1979-184 y con "nombre de accesión: Delicious (LA73A) and Richared Delicious (LA 73A)".

## Características
'Richared Delicious' es un árbol de un vigor moderadamente vigoroso. Con frecuencia comienza a producir frutos como un árbol de tres años y da anualmente, no tan bien cuando el árbol envejece. Aclareo de la fruta necesario para evitar la sobreproducción. Tiene un tiempo de floración que comienza a partir del 7 de mayo con el 10% de floración, para el 11 de mayo tiene una floración completa (80%), y para el 17 de mayo tiene un 90% caída de pétalos.
'Richared Delicious' tiene una talla de fruto de medio a grande; forma cónica claramente oblonga; con nervaduras débiles a medias, y corona media con cinco protuberancias alrededor de la corona; epidermis tiende a ser dura suave con color de fondo es amarillo crema, con un sobre color lavado de rojo intenso, más aún en la cara expuesta al sol, importancia del sobre color medio-alto, y patrón del sobre color chapa / moteado, a veces se pueden detectar rayas vagas, numerosas lenticelas pequeñas de tonos algo más claros, ruginoso-"russeting" (pardeamiento áspero superficial que presentan algunas variedades) bajo; cáliz es pequeño y semicerrado, asentado en una cuenca estrecha y poco profunda con pliegues definidos; pedúnculo es largo y delgado, colocado en una cavidad moderadamente profunda y no muy estrecha, con ligero ruginoso-"russeting" en las paredes; carne de color  crema, de textura gruesa, crujiente y firme, sabor jugoso y muy dulce con un sabor que recuerda a un melón muy maduro.
Su tiempo de recogida de cosecha se inicia a mediados de octubre. Se mantiene bien hasta seis meses en cámara frigorífica. Resiste el congelamiento.

## Progenie
'Richared Delicious' tiene en su progenie como Parental-Madre, a las nuevas variedades de manzana:
- Lindel

'Richared Delicious' tiene en su progenie como Parental-Padre, a las nuevas variedades de manzana:
- Redgold
- Aori

## Usos
Una excelente manzana para comer en postre de mesa fresca.

## Ploidismo
Diploide, auto estéril. Grupo de polinización: D, Día 12.

## Susceptibilidades
- Moderadamente resistente al mildiu,
- Muy resistente a la roya del manzano y del enebro,
- Tolerante al fuego bacteriano,
- Susceptible a la sarna del manzano.[6]